# Gaetano Musella
Gaetano Musella (Napoli, 22 gennaio 1960 – Finale Ligure, 30 settembre 2013) è stato un allenatore di calcio e calciatore italiano, di ruolo attaccante.

## Biografia
Viene trovato morto il 30 settembre 2013 in località Caprazoppa, nei pressi di Finale Ligure, colpito da un infarto fulminante all'età di 53 anni.

## Caratteristiche tecniche

### Giocatore
Era un attaccante, di piede destro, che giocava sul lato destro. Era dotato di buona tecnica, fantasia e velocità. Era soprannominato "Il genietto di Fuorigrotta".

## Carriera

### Giocatore
Cresciuto nelle giovanili del Napoli, esordì in maglia azzurra a gennaio 1978, e poi fu mandato in Serie C1 a Padova nel campionato 1978-1979.
La stagione seguente, tornato alla casa madre, entrò stabilmente nel giro della prima squadra e conquistò anche una maglia da titolare nella nazionale Under-21. L'annata migliore per lui fu quella del 1980-1981, nella quale disputò tutti i 30 incontri del campionato, con 5 reti all'attivo (secondo marcatore dei partenopei dietro a Claudio Pellegrini), e col Napoli che lottò per lo scudetto, perdendolo solo nelle ultime giornate. Giocò in azzurro anche nella stagione seguente, chiusa al quarto posto in classifica, quindi fu ceduto.
Passato al Catanzaro, che fu l'ultima sua squadra in Serie A dopo la retrocessione al termine della stagione 1982-1983, proseguì la carriera nelle serie inferiori in compagini come Bologna in Serie B e Nocerina, Ischia Isolaverde, Palermo e Juventus Stabia in Serie C. Ha chiuso la carriera nel 1996 dopo una stagione tra i dilettanti col Latina.
In carriera ha totalizzato complessivamente 89 presenze e 8 reti in Serie A, e 50 presenze e 5 reti in Serie B.

### Allenatore
Appese le scarpette al chiodo, ha iniziato la carriera di allenatore con le giovanili del Napoli allenando poi formazioni di Serie D soprattutto in Campania, tra cui la Sangiuseppese, la Puteolana, il Sorrento, la Casertana, l'Ercolanese e la Sanremese in Serie C2, nella quale ha allenato il figlio Alessandro.
Ha anche guidato l'Isernia, nella stagione 1999-2000, e il Campobasso, dal quale si è dimesso il 20 gennaio 2009.

## Palmares

### Giocatore

#### Competizioni giovanili
- Campionato Primavera: 1

Napoli: 1978-1979

#### Competizioni nazionali
- Campionato italiano Serie C1: 1

Catanzaro: 1984-1985 (girone B)
- Campionato italiano Serie C2: 1

Juventus Stabia: 1992-1993 (girone C)

### Allenatore
- Promozione: 1

Sangiuseppese: 1997-1998 (girone B)